# アバターロボット
アバターロボット（Avatar Robots）は、バーチャルな存在であるアバターをリアルの世界で実現するロボット。人が遠隔からアバターとしてのロボットを操作し、ロボットが体験したことを自分の体で体験する。
テレプレゼンスロボット、分身ロボットとも呼ばれる。

## 概要
アバターロボット（分身ロボット）は、自ら考えて行動することはなく、考えるのは遠隔地からアバターを操作する人間である。
AIを搭載したロボットよりも開発は簡単なように思えるが、送られてくる人間からの指示をリアルタイムに実行してロボットをコントロールしたり、逆にロボットが触った感触などをデータ化してリアルタイムに人間に伝えるなど、多くの要素技術を組み合わせる必要があり、実用化するにはインタフェースを含めた高度な課題がある。
また、1980年に舘 暲（たち すすむ）東京大学名誉教授が世界に先駆けて提唱し推奨したテレイグジスタンスの概念を実現させるためのロボット技術でもある。

## 実用例
国内先駆けの実用例としては、2010年にロボットコミュニケーターの吉藤健太朗が開発した分身ロボット「OriHime」があり、2014年から難病患者宅、教育現場などで実用化されている。
吉藤の呼びかけで日本財団とANAホールディングスがスポンサーとなり、2018年から始まった「分身ロボットカフェ」では、ALSなどの重度障害者が自宅や病院からアバターロボットを操作しカフェで働く接客実験を実施し、これまで雇用の対象になりえなかった重度障害者らの接客による社会参加が可能になる事を示した。
こういったアバターロボット実用化への取り組みを「ANA AVATAR VISION(ANAアバター)」として支援しているのが、航空会社のANAホールディングスである。アバターロボットが提供するサービスは医療や教育、宇宙開発、エンターテインメントなど、さまざまな分野での展開が期待されている。
ANA Avatar XPRIZEは2019年世界経済フォーラムが選ぶ主要なテクノロジーの一つ「Collaborative Telepresence」に選ばれている。
コンビニエンスストアでも、１人の従業員が複数店舗のアバターロボットを操作して接客することによりコスト削減や効率化を行っている。また、障がい者など実店舗・対面での勤務が難しい人の就労にも役立っている。